# La Chapelle-Neuve (Morbihan)
 La Chapelle-Neuve é uma comuna francesa na região administrativa da Bretanha, no departamento de Morbihan. Estende-se por uma área de 21,87 km². Em 2010 a comuna tinha 1 000 habitantes (densidade: 45,7 hab./km²).